# Vrcovice
Vrcovice (en allemand : Werzowitz) est une commune du district de Písek, dans la région de Bohême-du-Sud, en République tchèque. Sa population s'élevait à 177 habitants en 2020.

## Géographie
Vrcovice se trouve à 5 km au nord-nord-est de Písek, à 47 km au nord-nord-ouest de České Budějovice et à 84 km au sud-sud-ouest de Prague.
La commune est limitée par Vojníkov au nord, par Záhoří à l'est, par Písek au sud, et par Čížová à l'ouest.

## Histoire
La première mention écrite du village date de 1542.

## Transports
Par la route, Vrcovice se trouve à 6 km de Písek, à 57 km de České Budějovice et à 109 km de Prague.